# Albucasis
Albucasis, även känd som al-Zahrawi, född 936 i Madinat al-Zahra, död 1013, var en arabisk läkare. Han var den mest inflytelserike kirurgen under medeltiden och har kallats "den moderna kirurgins fader".

## Biografi
Albucasis var yrkesverksam i Córdoba som livläkare åt kalif Al-Hakram II. Under sitt liv var han först med flera medicinska upptäckter. Han var bland annat den första att korrekt redogöra för extrauterin graviditet och att hemofili hade en ärftlig faktor. Han var en skicklig instrumentmakare och skapade flera nya kirurgiska instrument samt introducerade kattgut som materieal för suturer.

## Eftermäle
Under 1100-talet översatte Gerard av Cremona Albucasis bok Kitab al-Tasrif till latin. Verket fick stor spridning bland de europiska universiteten och var under flera hundra år den mest ansedda kirurgiska läroboken på hela kontinenten.